# ماريسا مونتي
ماريسا دو آزيفيدو مونتي مغنية برازيلية، ولدت في 1 يوليوز 1967 ب ريو دي جانيرو. باعت مونتي سنة 2011 ما يناهز 10 ملايين ألبومات حول العالم.

## روابط خارجية
- ماريسا مونتي على موقع IMDb (الإنجليزية)
- ماريسا مونتي على موقع ميوزك برينز (الإنجليزية)
- ماريسا مونتي على موقع أول ميوزيك (الإنجليزية)
- ماريسا مونتي على موقع ديسكوغز (الإنجليزية)
- ماريسا مونتي على موقع قاعدة بيانات الفيلم (الإنجليزية)

- Marisa Monte Official site
- French site on Marisa Monte نسخة محفوظة 20 ديسمبر 2008 على موقع واي باك مشين.